# Finland framstäldt i teckningar
Finland framstäldt i teckningar (schwedisch „Finnland dargestellt in Zeichnungen“) ist eine Serie von Heften, die zwischen 1845 und 1852 herausgegeben wurden und Lithografien bekannter Orte in Finnland mit kurzen Beschreibungen enthalten, hauptsächlich redigiert von Zacharias Topelius.
Die Veröffentlichung wurde 2011 von der Schwedischen Literaturgesellschaft in Finnland neu aufgelegt und ist digital frei verfügbar. Zu den ähnlichen historisch-geografischen Werken von Topelius gehören En resa i Finland („Eine Reise in Finnland“, 1872–1874) und Boken om vårt land („Das Buch über unser Land“, 1875).

## Galerie

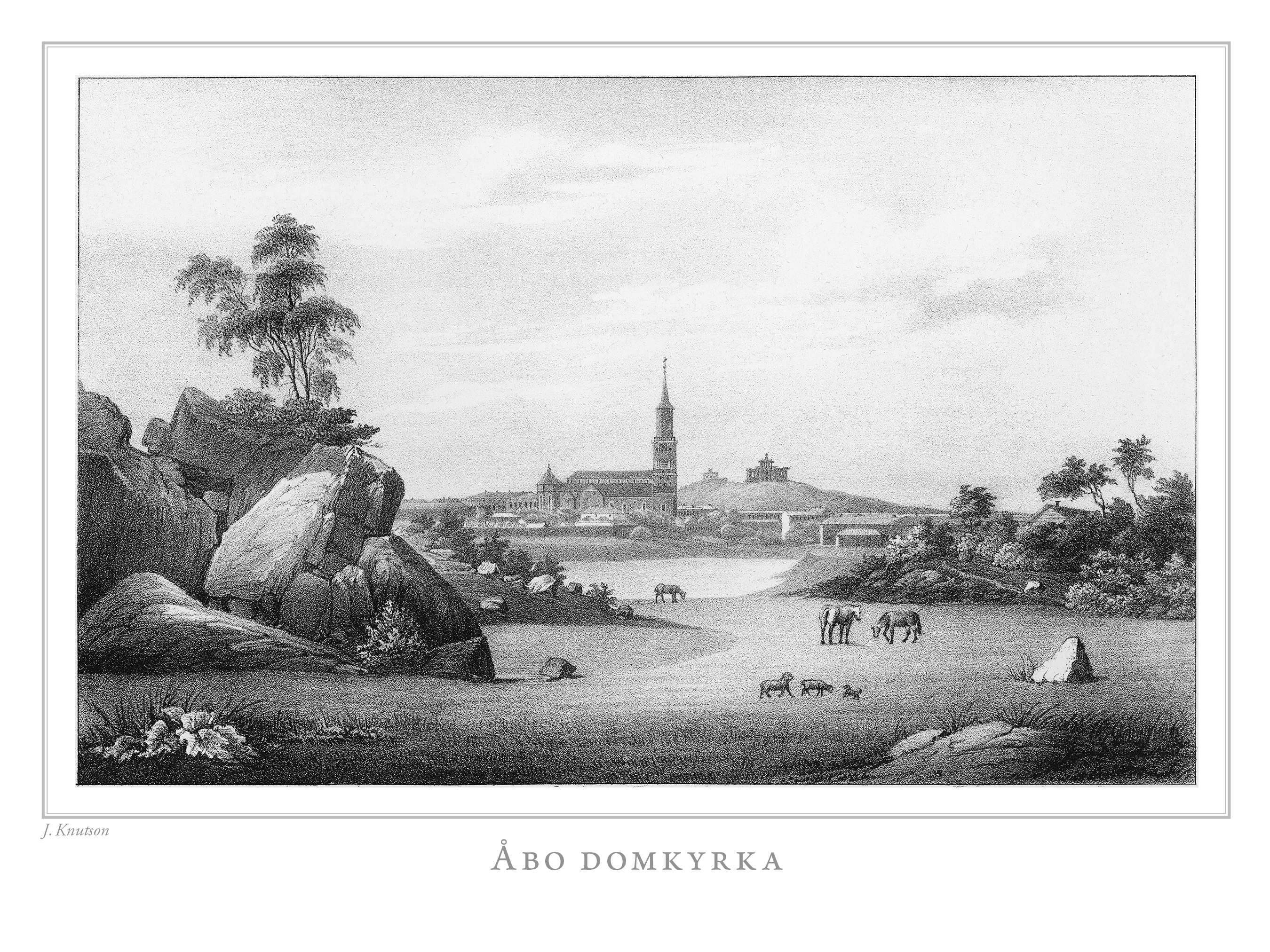
Åbo domkyrka (Turku); illustriert von Johan Knutson
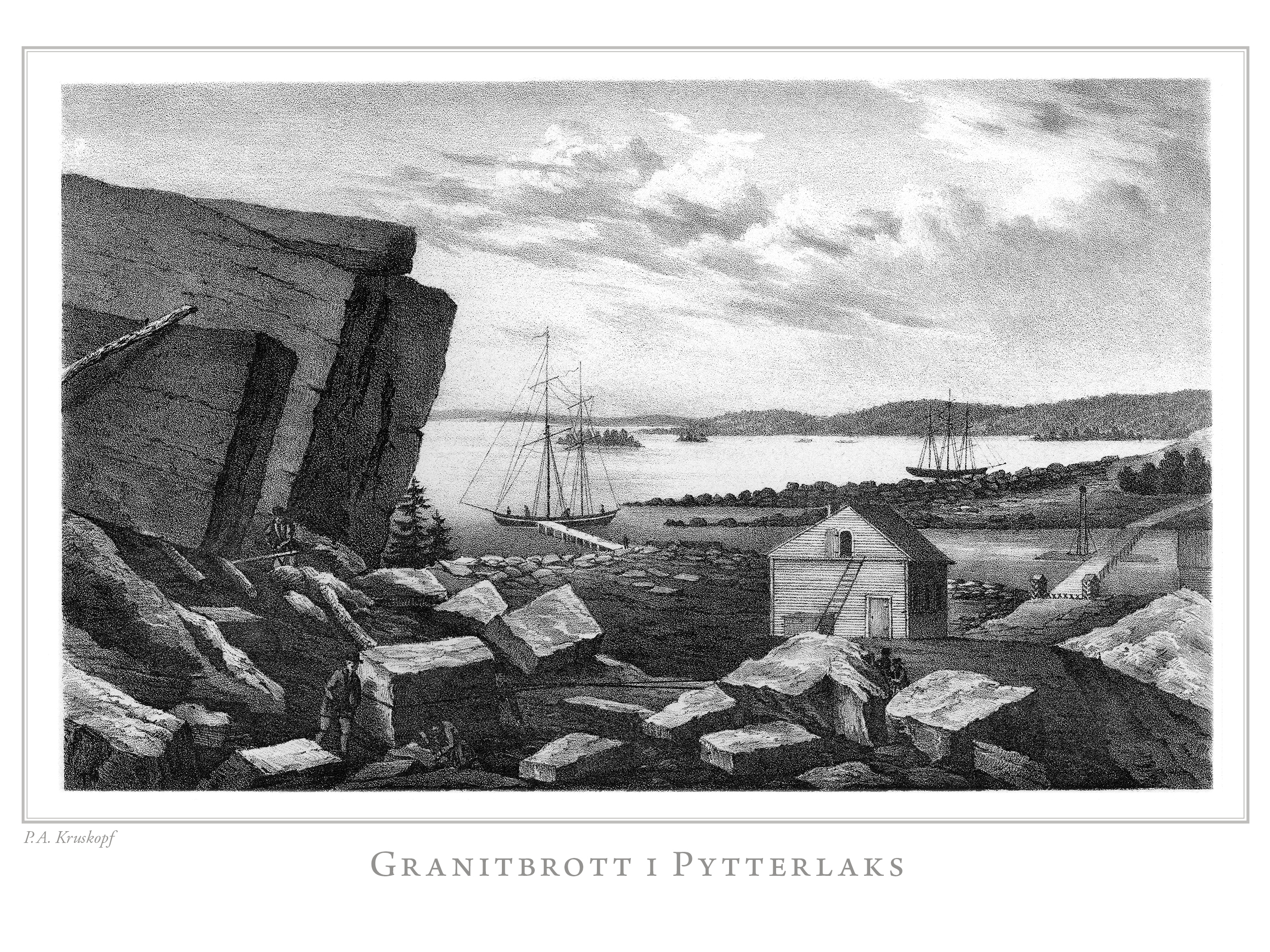
Granitbruch in Pytterlaks, aus dem der Granit für die Isaakskathedrale in St. Petersburg stammt; illustriert von Pehr Adolf Kruskopf
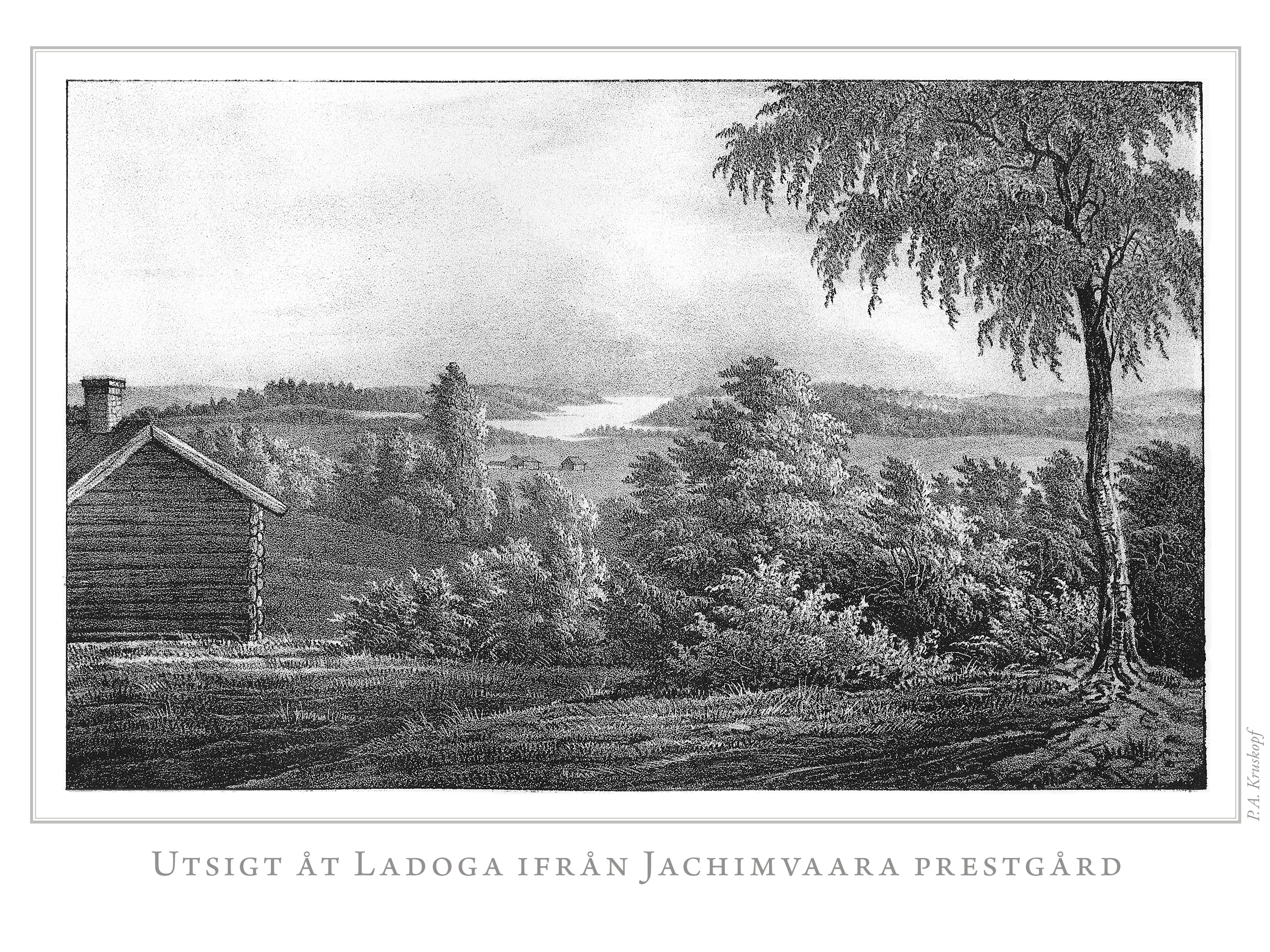
Aussicht auf den Ladogasee von Jakimvaara, einer nach dem Zweiten Weltkrieg an die Sowjetunion übergebene Gemeinde in Karelien
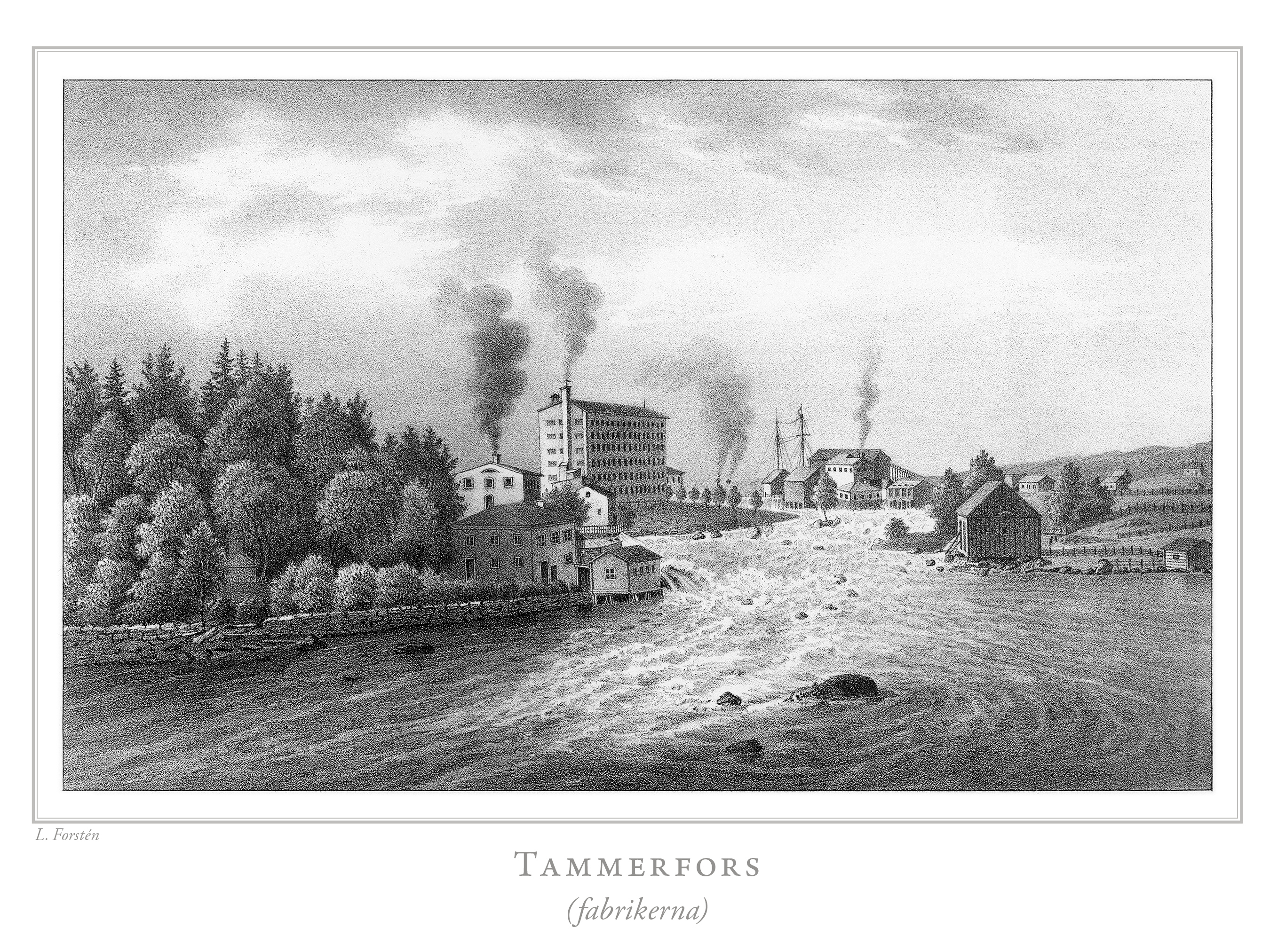
Die Fabriken in Tammerfors (Tampere)